# サイラス・L・パーシング
サイラス・L・パーシング（Cyrus L. Pershing、本名：Cyrus Long Pershing、1825年2月3日 - 1903年7月29日）は、アメリカ合衆国ペンシルベニア州の裁判官。しばしば、民主党から公職に立候補し、スクーカル郡の郡裁判所長を長く務め、モリー・マグワイアズの裁判に関わった。

## 生涯
サイラス・L・パーシングは、1825年にペンシルベニア州ピッツバーグ郊外のウェストモアランド郡ヤングスタウン (Youngstown) で生まれた。パーシング家は、サイラスの曾祖父の代にあたる18世紀半ばに、フランスのアルザスから移住した、「ペンシルベニア西部で最も古い家柄のひとつ」であった。1830年に家族はカンブリア郡ジョンズタウン (Johnstown) に移り、定住した。パーシングは、地元で運河の計量水門 (weighlock) の事務員として働きながら、聖職者たちから古典語を学び、1842年にキャノンズバーグ (Canonsburg) にあったジェファーソン・カレッジ（現在のWashington & Jefferson Collegeの前身）に入学した。在学中も夏には事務員としての仕事を続け、1848年に卒業し、古典語教師として地元に戻った。
1849年、法曹職を志したパーシングは、サマセット (Somerset) の民事訴訟裁判所判事であったジェレマイア・ブラック（後に民主党のジェームズ・ブキャナン大統領の下で司法長官を務めた）の下で法律を学び、1850年にはサマセット郡とカンブリア郡で、法曹資格を認められ、地元ジョンズタウンで弁護士として活躍するようになった。
1851年に妻メアリと結婚し、以降、7人の子どもをもうけた。
青年期から民主党員であったパーシングは、1856年と1858年に連邦下院議員選挙の民主党候補となるが、いずれも落選した。南北戦争が始まった1861年に州議会下院議員に選出され、毎年改選されていたこの職に5期連続で当選し、1866年まで在職した。1869年には、民主党から州最高裁判事選挙に出馬したが、僅差で敗れた。
1872年、パーシングは、それまで縁のなかったスクールキル郡の郡裁判所長への出馬を求められ、大差で当選を果たし、裁判所長として最初の法廷を開いた。翌年には家族をポッツビルに呼び寄せた。郡裁判所長の任期は10年で、パーシングは2度再選されたが、3期目の途中だった1899年に健康上の理由から辞職した。
郡裁判所長在職中の1875年、パーシングは民主党の州知事候補として、2期目を目指した共和党の現職ジョン・ハートランフトに挑み、ハートランフトの304,175票に対して292,145票と接戦を演じたものの、落選した。
1876年から1878年の時期には、スクールキル郡におけるモリー・マグワイアズ関係の裁判に関わり、多くの死刑判決を下した。現在では、パーシングの判決で絞首刑になった者の中には無実の者もあったと考えられており、歴史修正主義の立場からは、パーシングがモリーズに対して偏見を持っていた、とする批判がなされている。
パーシングは1903年7月29日に、ポッツビルの自宅で死去した。